# Emmy-Noether-Schule (Neuenkirchen)

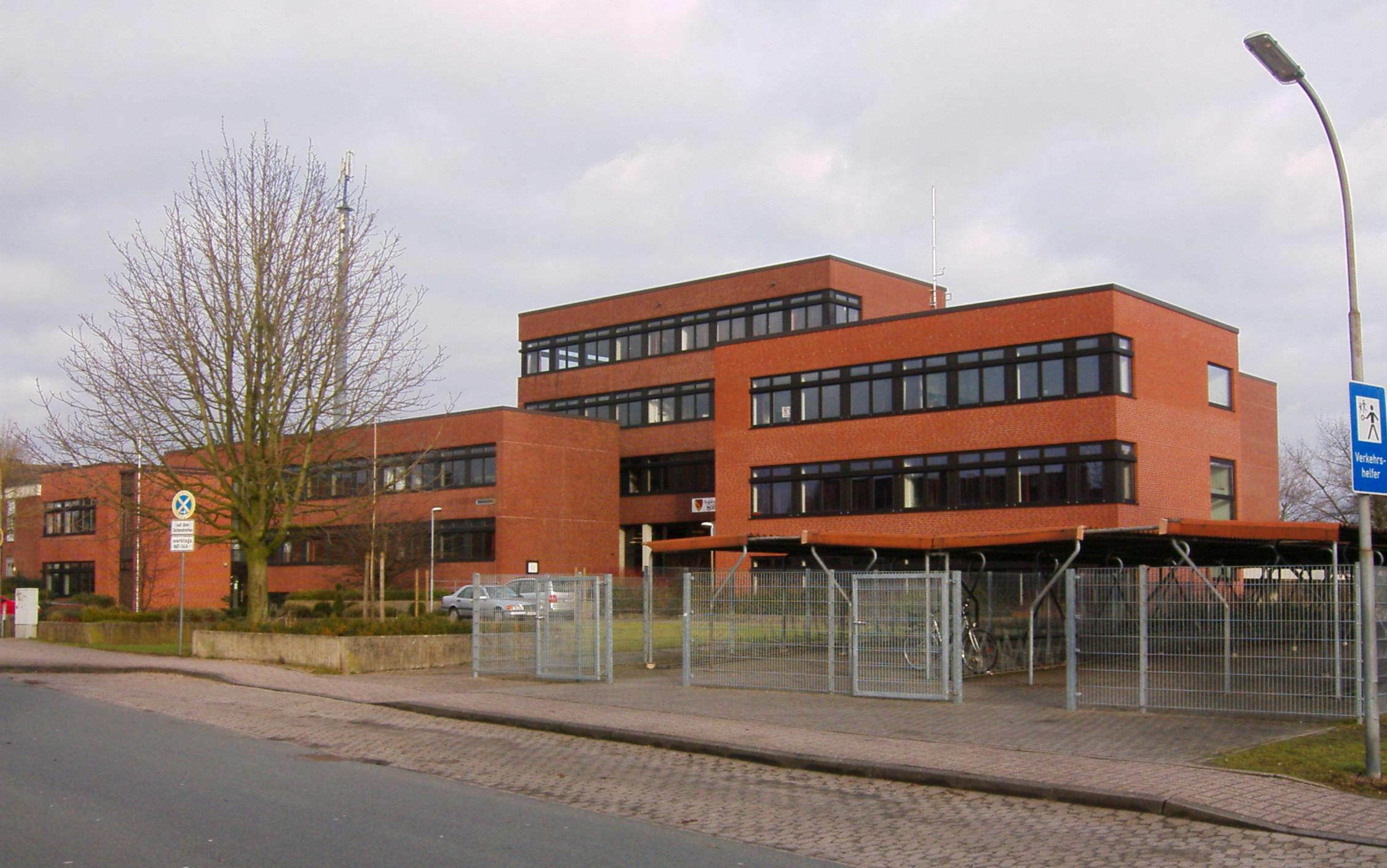
Friedrich-Bülten-Straße 15 (Jahrgang 5 bis 7)

Die Emmy-Noether-Schule (ENS), vormals Snedwinkela-Realschule (SwR), ist eine 1968 als Realschule gegründete Schule in Neuenkirchen (Kreis Steinfurt) in Westfalen. Sie war die einzige Realschule der Gemeinde. Sie hatte Schüler auch aus den umliegenden Gemeinden, überwiegend aus Wettringen und Hauenhorst. Ab dem Schuljahr 2012/2013 war sie die Verbundschule Neuenkirchen-Wettringen und ab dem Schuljahr 2015/2016 war sie eine Sekundarschule. Seit dem Schuljahr 2021/2022 ist die Emmy-Noether-Schule eine Gesamtschule.

## Geschichte

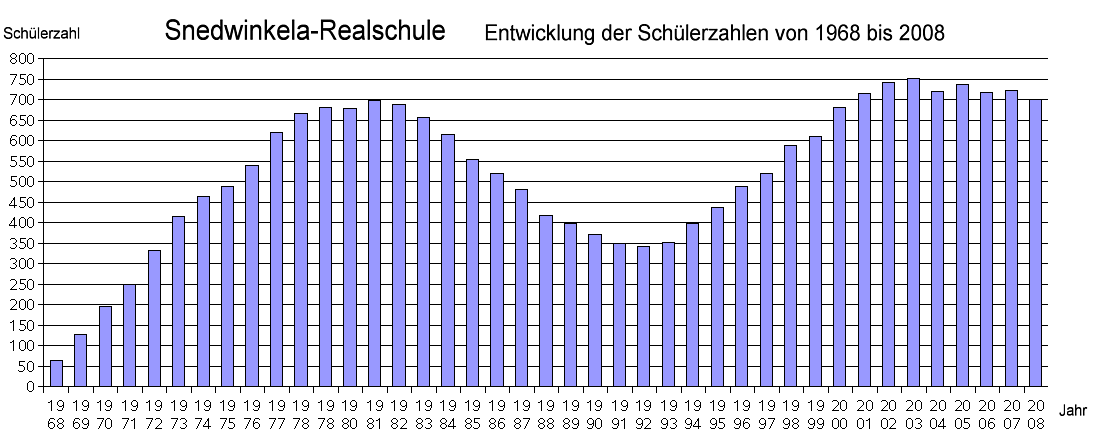
Schülerzahlen von 1968 bis 2008

Die Emmy-Noether-Schule wurde 1968 als „Realschule für Jungen und Mädchen“ gegründet. Seit 1992 war sie unter dem Namen „Snedwinkela-Realschule“ (SwR) bekannt. Der Name Snedwinkela war die ursprüngliche Bezeichnung für die Bauerschaft aus der sich der Ortskern von Neuenkirchen entwickelt hat.

### Verbundschule
Auf Anregung der Gemeinde Wettringen kam es im Jahre 2010 zu der Überlegung eine gemeinsame Verbundschule einzurichten. Wegen zurückgehender Schülerzahlen war langfristig die Existenz der Friedens-Hauptschule in Wettringen bedroht. Auch die Heriburg-Hauptschule in Neuenkirchen musste für die Zukunft mit geringeren Schülerzahlen rechnen. Die Gemeinderäte von Neuenkirchen und Wettringen beschlossen eine Verbundschule aus den beiden Hauptschulen und der Snedwinkela-Realschule einzurichten. Das pädagogische Konzept wurde erarbeitet und die Schulpflegschaften der drei Schulen stimmten für die gemeinsame Verbundschule. Am 19. Juni 2011 unterzeichneten die Bürgermeister der beiden Gemeinden die öffentlich-rechtliche Vereinbarung zur Bildung einer Verbundschule ab dem Schuljahr 2012/2013.

### Sekundarschule
Am 23. Januar 2015 genehmigte die Bezirksregierung Münster die Überführung der bisherigen Verbundschule in eine Sekundarschule, beginnend mit dem Schuljahr 2015/2016. Die Sekundarschule kooperiert mit dem Arnold-Janssen-Gymnasium in Neuenkirchen und dem Berufskolleg in Rheine. Auf Beschluss des Neuenkirchener Gemeinderates vom 8. Juni 2015 trägt die Schule den Namen Emmy-Noether-Schule, benannt nach der Mathematikerin Emmy Noether.

### Gesamtschule
Zum Schuljahr 2021/2022 wird die Emmy-Noether-Schule zu einer Gesamtschule.

## Ausstattung
Die Schule verfügt über eine große Aula. Für den Sportunterricht steht eine Dreifachturnhalle sowie eine Einfachturnhalle zur Verfügung. Alle Klassenräume sind mit internetfähigen Computern ausgestattet und verfügen über Beamer bzw. Whiteboards. Es gibt insgesamt drei zusätzliche Computerräume. Alle Computer sind über ein Intranet mit dem Schulserver verbunden.

## Schulleitung
Erster Direktor der Schule war von 1968 bis 1991 Günter Beule. 1992 gab er das Amt an Hans-Peter Bauma ab. Seit dem 25. Februar 2009 ist Ulrike Eckrodt-Schmeing Schulleiterin.

## Wahlpflichtfächer
Wahl einer Fremdsprache nach der 5. Klasse
- Französisch
- Niederländisch

Nach der 6. Klasse ist die Wahl eines anderen Wahlpflichtfaches möglich.
- Arbeitslehre
- Informatik
- Kunst
- Naturwissenschaften
- Musik

## Schulorchester
Ab der Klasse 5 haben die Schülerinnen und Schüler die Möglichkeit, in einer Concertband ein Instrument zu erlernen; sie können zwischen Trompete, Posaune, Euphonium, Querflöte, Saxophon oder Klarinette wählen.
An der Emmy-Noether-Schule gibt es drei Orchester, diese bauen aufeinander auf. Nach der Anmeldung spielen die Kinder zunächst im Orchester „Newbies“ und erlernen dort die Grundlagen der Handhabung des gewählten Instrumentes sowie die Grundlagen des Musizierens in einer Concertband.
Im zweiten Jahr spielen die Kinder weiterhin im gleichen Orchester, nur heißt dieses nun „Crocodiles“, um die Anfänger von den Fortgeschrittenen unterscheiden zu können. Ab dem siebten Jahrgang spielen die Schülerinnen und Schüler bis zum Ende der Schulzeit an der ENS im Orchester „Swingfonic“. Die Orchester treten bei unterschiedlichsten Gelegenheiten öffentlich auf, z. B. beim traditionellen Weihnachtskonzert.

## Arbeitsgemeinschaften
Im Rahmen des Ganztages können die Schüler freiwillig aus unterschiedlichen AG auswählen, z. B.:
- Hauswirtschaft
- Sprachzertifikate: Englisch, Französisch oder Niederländisch
- Musik (Chor und Band)
- Sport und Gruppenhelfer
- Naturwissenschafts-AG
- Informatik (Anfänger und Fortgeschritten)
- Tastaturschreiben (10-Finger-System)

## Zusatzangebote der Schule
- Streitschlichter
- Verkehrshelfer (Schülerlotsen-Dienst)
- SAM, Schüler als Multiplikatoren

## Jugend forscht

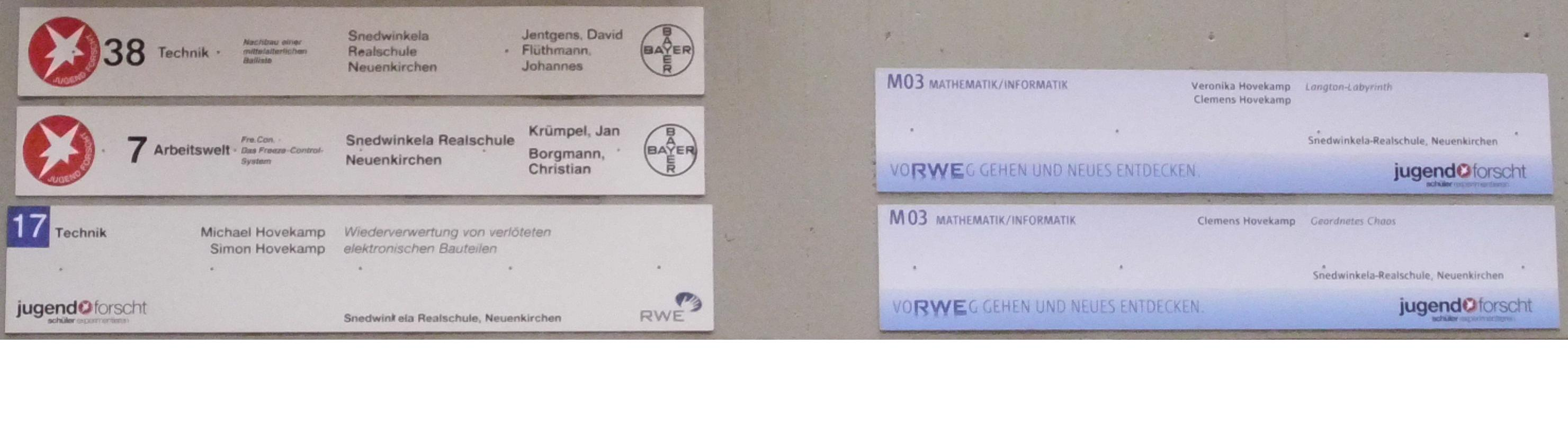
Standschilder der Teilnehmer bei den Landeswettbewerben „Jugend forscht / Schüler experimentieren“ bis 2015

Durch Anregungen der Lehrer und mit Unterstützung des Fördervereins beteiligen sich seit mehreren Jahren ungewöhnlich viele Schüler der Schule erfolgreich am Wettbewerb Jugend forscht/Schüler experimentieren. In den Regionalwettbewerben Nord Westfalen hat sie mit 51 Beiträgen die zweithöchste Beteiligung einer Realschule der Region. Bisher wurden mehrere Siege und viele Sonderpreise bei Regional- und Landeswettbewerben erreicht. Das bisher beste Ergebnis war ein zweiter Platz beim Bundeswettbewerb.

## Schlemmerfeen

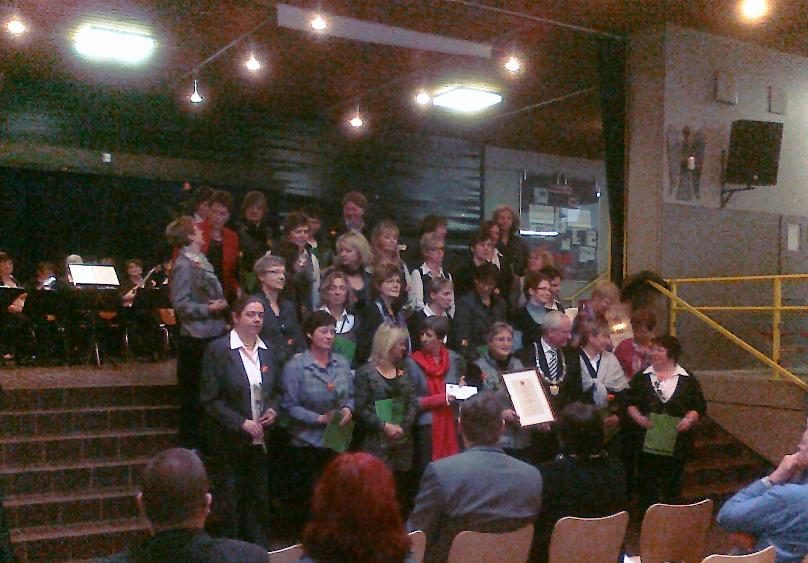
Bürgerpreisverleihung an die Schlemmerfeen

Etwa 40 Frauen, vorwiegend Mütter von Schülern, sind die so genannten Schlemmerfeen der Realschule. Seit 2007 bereiten diese Frauen ehrenamtlich Frühstücksbrötchen und Obst für die Schüler und Lehrer. Am 13. Februar 2011 wurden die Schlemmerfeen mit dem Bürgerpreis der Gemeinde Neuenkirchen ausgezeichnet.

## Bekannte ehemalige Lehrer
- Leni Fischer (1935–2022), ehemaliges Mitglied des Bundestages und Präsidentin der Parlamentarischen Versammlung des Europarates, war 1969 bis 1976 Lehrerin an der Schule und stellvertretende Direktorin.